# Agriomelissa victrix
Agriomelissa victrix là một loài bướm đêm thuộc họ Sesiidae. Nó được tìm thấy ở Cameroon.